# Вибори до Херсонської обласної ради 2006
Вибори до Херсонської обласної ради 2006 — вибори до Херсонської обласної ради, що відбулися 26 березня 2006 року. Це були перші вибори до Херсонської обласної ради що проводилися за пропорційною виборчою системою. Для того, щоб провести своїх представників до  Херсонської обласної ради, партія чи блок мусила набрати не менше 3% голосів виборців.

## Результати виборів
| Розподіл голосів     | Розподіл голосів     | Розподіл голосів | Розподіл голосів | Розподіл голосів |
| -------------------- | -------------------- | ---------------- | ---------------- | ---------------- |
|                      |                      |                  |                  |                  |
| Партія регіонів (30) | Партія регіонів (30) |                  | 22.77%           | 22.77%           |
| БЮТ (19)             | БЮТ (19)             |                  | 14.75%           | 14.75%           |
| «Наша Україна» (9)   | «Наша Україна» (9)   |                  | 7.26%            | 7.26%            |
| КПУ (7)              | КПУ (7)              |                  | 5.01%            | 5.01%            |
| Блок Литвина (6)     | Блок Литвина (6)     |                  | 4.32%            | 4.32%            |
| Блок Вітренко (5)    | Блок Вітренко (5)    |                  | 4.00%            | 4.00%            |
| СПУ (5)              | СПУ (5)              |                  | 3.97%            | 3.97%            |
| КПРС (4)             | КПРС (4)             |                  | 3.28%            | 3.28%            |

Примітка: На діаграмі зазначені лише ті політичні сили,  які подолали  3 % бар'єр
 і провели своїх представників до Херсонської обласної ради.
 В дужках — кількість отриманих партією чи бльоком мандатів